# 王幼薇
王幼薇（1962年—），广西北流人，壮族，中华人民共和国政治人物、第十一届全国人民代表大会广西地区代表。
毕业于广西壮族自治区党委党校行政管理专业。担任北流市少年宫主任，兼北流市青少年学生校外活动中心副主任。2008年起担任全国人大代表。